# Naranjo, Francisco León
Naranjo är en ort i Mexiko.   Den ligger i kommunen Francisco León och delstaten Chiapas, i den sydöstra delen av landet, 700 km öster om huvudstaden Mexico City. Naranjo ligger 442 meter över havet och antalet invånare är 510.
Terrängen runt Naranjo är kuperad åt nordväst, men åt sydost är den bergig. Naranjo ligger nere i en dal. Runt Naranjo är det ganska tätbefolkat, med 80 invånare per kvadratkilometer. Närmaste större samhälle är Ocotepec, 9,1 km sydost om Naranjo. I omgivningarna runt Naranjo växer i huvudsak städsegrön lövskog.